# Prosthechea fragrans
Prosthechea fragrans là một loài thực vật có hoa trong họ Lan. Loài này được (Sw.) W.E.Higgins miêu tả khoa học đầu tiên năm 1997.

## Hình ảnh

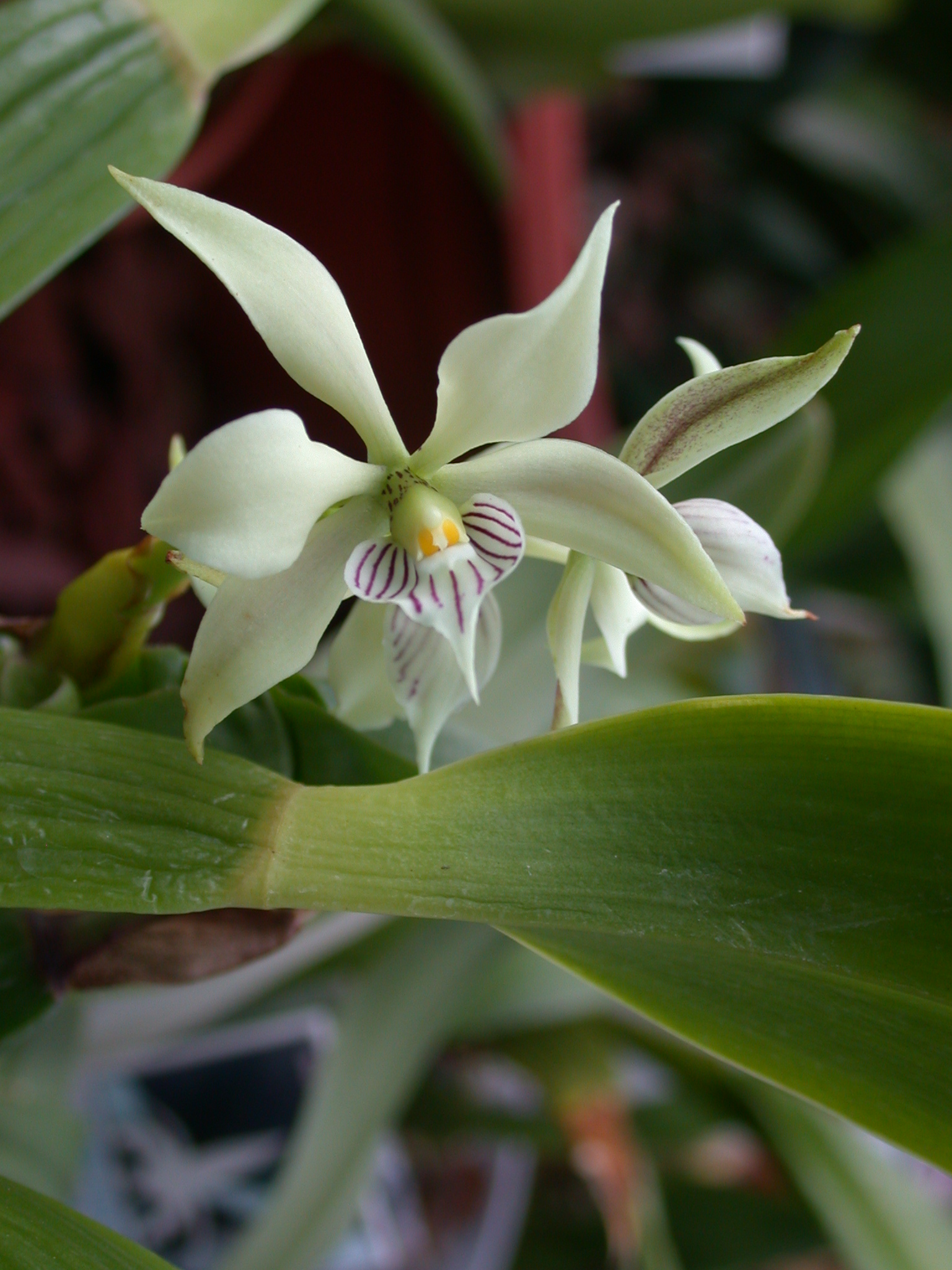
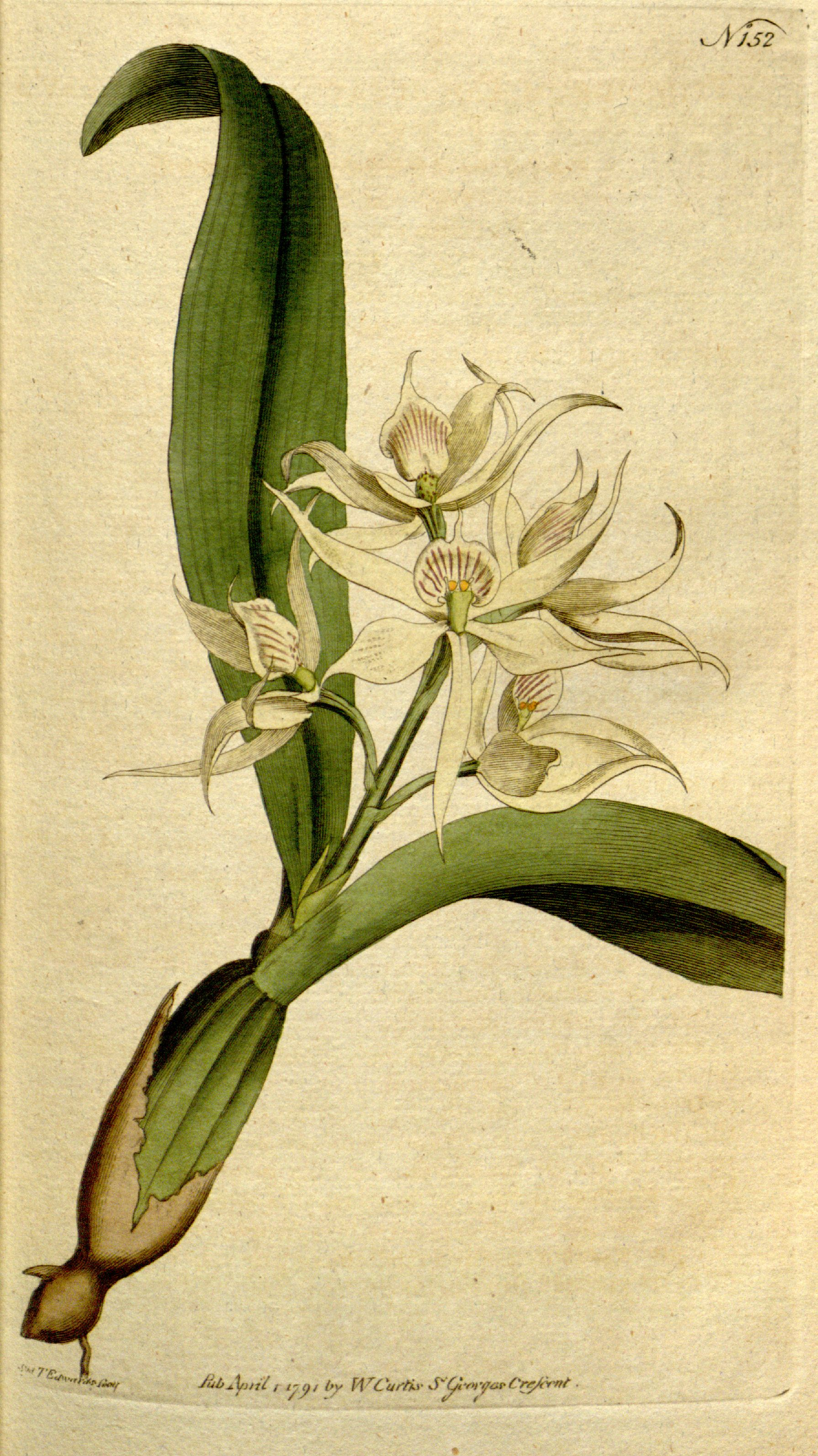
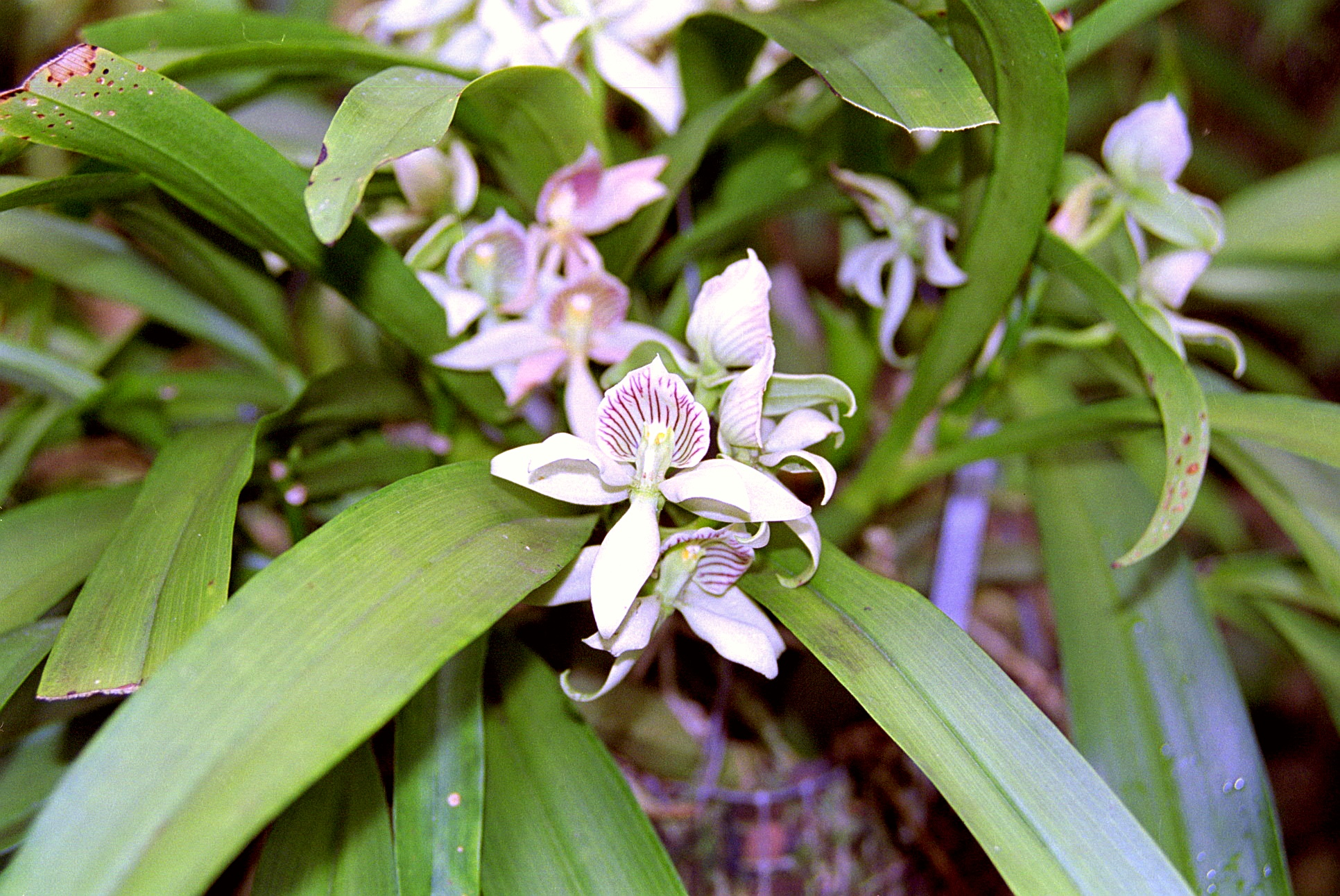

- Tập tin:Encyclia fragrans......Flora Brasiliensis 3-5-24.jpg